# Црква Св. Петке код Доњег Матејевца
Црква Свете Петке је непокретно културно добро које се налази у Доњем Матејевцу у Нишу.

## Опис и историјат
Црква је подигнута на темељима старе богомоље из периода Римског царства. Налази се у подножју Чегра недалеко од споменика подигнутог у част чегарским јунацима. Према предању у овој Цркви се причестио Стеван Синђелић са својом војском када је полазио у бој. Црква је дуго била у рушевинама, до прославе двестогодишњице битке на Чегру, када је Влада Републике Србије преко Завода за заштиту споменика подигла нову Цркву из темеља. Црква је сазидана од камена, урађен је нови иконостас од дрвета са делом осликаних икона.При темељу су камени блокови из античког доба, са келтским крстовима и различитим обележјима.Такође су приметне римске и византијске опеке. Основ часне трпезе је некадашњи римски жртвеник на коме је постављена камена плоча.Постављен је и Свети престо. 
До 1962.  године код ове Цркве налазио се и конак који је растурен од мештана.

## Црква данас
Тренутно се изводе радови на довршетку уређења Цркве и порте на основу пројекта,  са благословом Његовог Преосвештенстава Епископа нишког господина др Јована.